# Vintervägstjärnen (Jörns socken, Västerbotten)
Vintervägstjärnen är en sjö i Skellefteå kommun i Västerbotten och ingår i Skellefteälvens huvudavrinningsområde.